# Naučná stezka Melice

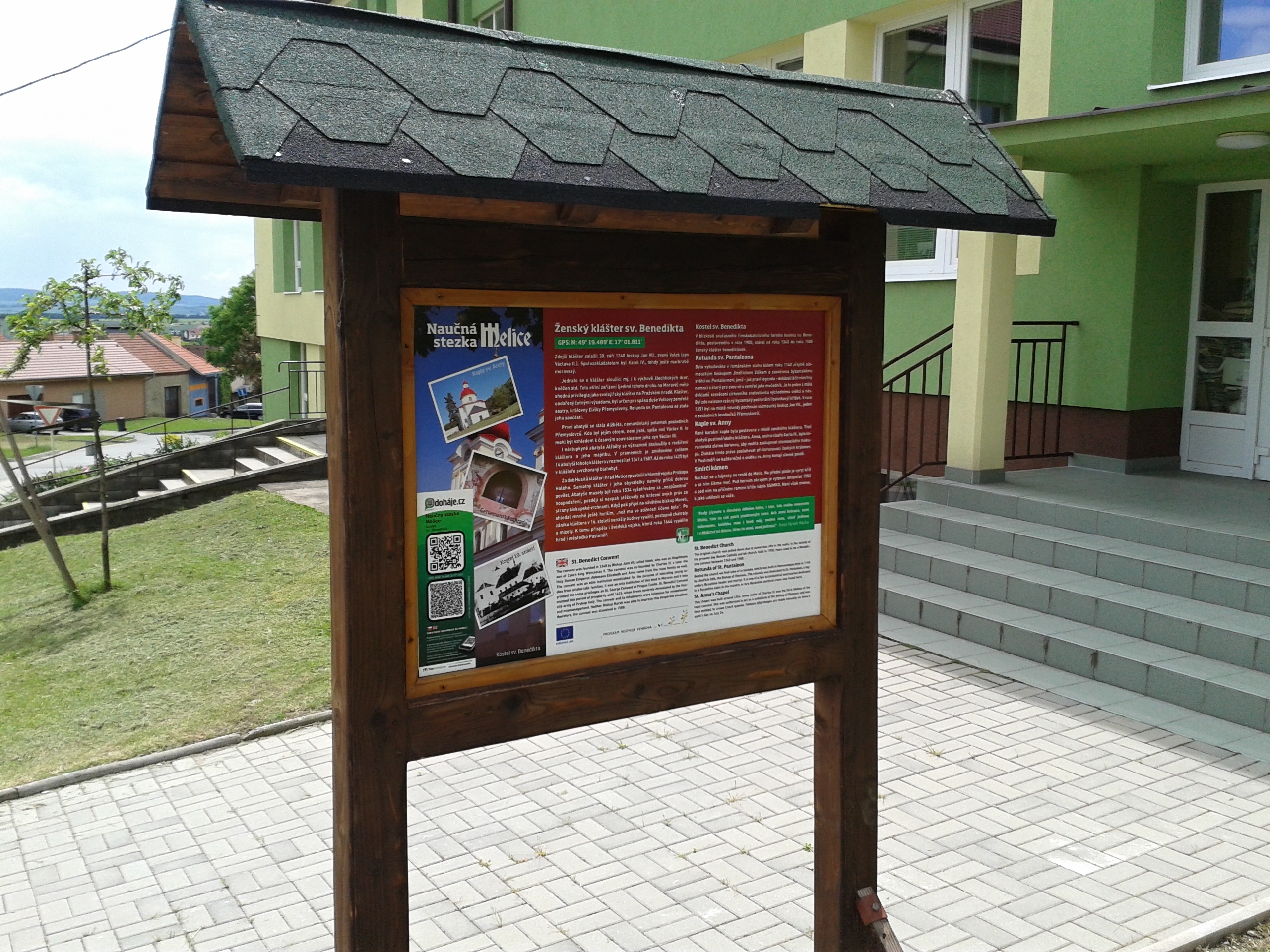
Naučná stezka Melice

Naučná stezka Melice je naučná stezka v Pustiměři a nejbližším okolí. Pojmenována je podle zaniklého hradu Melice. Její celková délka je cca 6,5 km a nachází se na ní 5 zastavení. Správcem stezky jsou obce Pustiměř a Zelená Hora. Zpřístupněna byla v roce 2013. Stezka je označena tagglisty s 2D kódy, které lze načíst mobilním telefonem. V seznamu tras KČT má číslo 4604.

## Vedení trasy
Trasa začíná před kostelem svatého Benedikta v Pustiměři a vede turisty poli podél lesa rovnoběžně se silnicí na Drysice, kde zhruba uprostřed vzdálenosti mezi oběma obcemi (2. zastavení) se stáčí do kopce ke zřícenině hradu Melice (3. zastavení). Pak na vrcholu stoupání v polích na nejvyšším místě katastru Pustiměř zvaném „Réhňa“ se nachází 4 zastavení poukazující na okolní přírodu. Dále pak trasa pokračuje do obce Zelená Hora k místu, kde stávaly v minulosti dva větrné mlýny. (5. zastavení) Poté trasa vede zpět z kopce do Pustiměře, kde i končí.

## Zastavení
- Kostel sv. Benedikta
- Historie Pustiměře
- Hrad Melice
- Příroda v okolí
- Větrné mlýny, Hradisko